# Literatura LGBT de Nueva Zelanda
La literatura LGBT de Nueva Zelanda es aquella entendida como la literatura escrita por autores neozelandeses que involucre tramas, temáticas o personajes que formen parte o estén relacionadas con la diversidad sexual.

## sigloXX

### Principios de siglo

#### Literatura gay

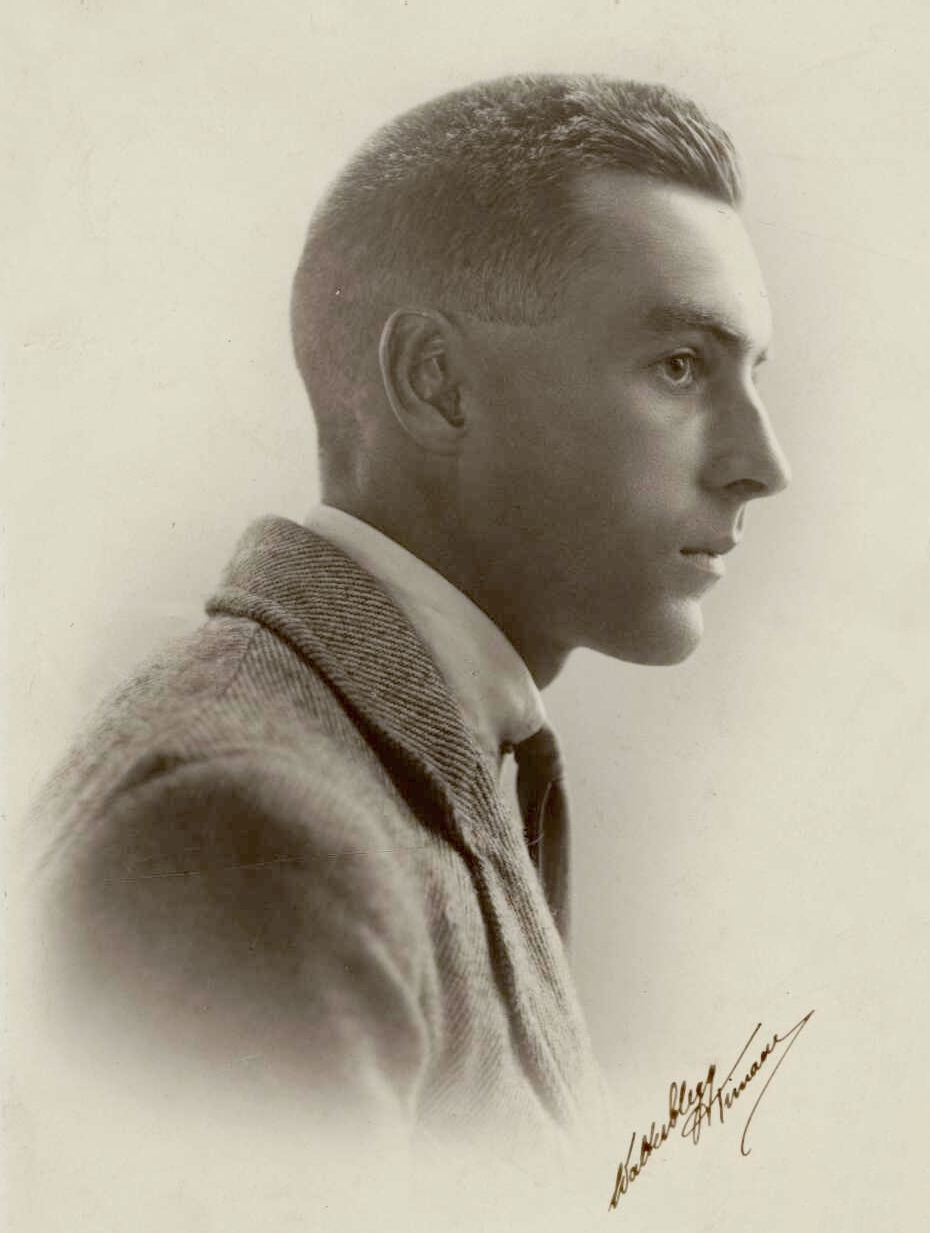
Walter D'Darcy Cresswell en 1921

En el siglo XX, la literatura gay en Nueva Zelanda se vio fuertemente influenciada por leyes conservadoras y actitudes restrictivas, lo que llevó a muchas de estas obras a permanecer en el ámbito privado o bajo seudónimos, e incluso algunas fueron censuradas. Entre los escritores y poetas que formaron parte de la subcultura literaria neozelandesa, destacaron figuras como Walter D'Arcy Cresswell, Frank Sargeson, James Courage y Peter Wells.
A diferencia de la larga historia, la población más grande y la sociedad ganadera más próspera de Australia, Nueva Zelanda ha producido una literatura más pequeña. Su puritanismo veía la homosexualidad bajo una luz más escandalosamente aborrecible que en Australia. Algunos críticos neozelandeses todavía desestiman a aquellos escritores conocidos por tener tendencias homosexuales, tildándolos de "afeminados".
Walter D'Arcy Cresswell, un poeta excéntrico del siglo veinte, desafiaba las normas al apoyar abiertamente a Walt Whitman y exaltar los ideales masculinos clásicos griegos, así como el amor bíblico que trascendía el amor por las mujeres. En su obra, cuestionaba la rígida relación entre sexo y género en la sociedad neozelandesa y promovía el homoerotismo, pero fue marginado por un establishment crítico homofóbico. Cresswell se atrevió a criticar la rígida relación entre sexo y género: 

En Nueva Zelanda, lo femenino y lo sentimental se supone que están confinados al sexo en el que se considera que estos atributos son más apropiados, lo mismo ocurre con lo masculino e insensible
(Margaret MacMillan, 1948).

Por su parte, el escritor neozelandés James Courage, se destacó como un escritor LGBT pionero en Nueva Zelanda con una representación más explícita de la homosexualidad en su obra, presentó a principios del siglo XX, su obra de teatro Private History, estrenada en Londres en 1938.

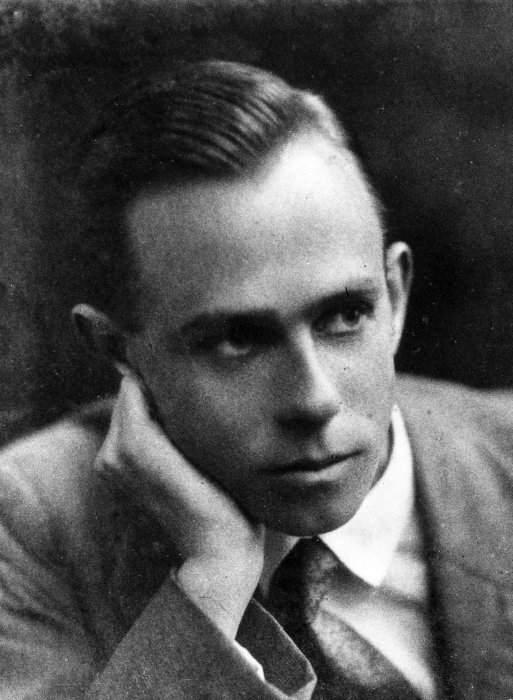
El escritor neozelandés Norrys Davey, cuyo seudónimo Frank Sargeson sería luego su nombre oficial

Frank Sargeson, en sus primeras obras, mostraba relaciones entre hombres que los lectores ingleses interpretaron como matices relacionados con la homosexualidad, mientras que los neozelandeses veían sus historias como ejemplos del realismo.

#### Literatura lésbica
En 1907, la escritora Kathleen Beauchamp de seudónimo Katherine Mansfield, se va a Inglaterra después de que su padre lea su cuento lésbico, Leves Amores (firmado "K. Mansfield").
En 1928, se publica en Reino Unido la novela lésbica de Radclyffe Hall, El pozo de la soledad, que permanece prohibida en Nueva Zelanda hasta 1936.

### Mediados de siglo
A mediados del siglo XX, el escritor neozelandés James Courage, se destacó en el ámbito LGBT con obras que marcaron un antecedente en la representación de la comunidad LGBT en la literatura de Nueva Zelanda. Aunque su novela más conocida, The Young Have Secrets, de 1954 no abordaba directamente esta temática, otras de sus obras trataban con mayor franqueza el deseo homosexual y las relaciones entre hombres en una sociedad represiva como en su novela A Way of Love de 1959 considerada la primera novela abiertamente LGBT en la historia del país. Sin embargo, debido a su contenido provocador, la novela fue prohibida en 1962.

### Fines de siglo

#### Literatura gay
El cambio en la disposición literaria de Nueva Zelanda respecto a temas LGBT se hizo más evidente con publicaciones de Frank Sargeson, en su trabajo A Game of Hide and Seek de 1972,  que abordó las preferencias sexuales de manera más directa y exagerada, lo que generó controversia y una reevaluación de su obra en nuevos contextos, y la publicación de las historias de Peter Wells en Dangerous Desires en 1991, que ganó el premio de ficción Reed. Este volumen abordaba de manera directa el deseo homosexual en diversas situaciones y estilos subversivos, contextualizada en torno al tema del SIDA marcando un hito en la literatura neozelandesa y señalando un cambio en la representación de la comunidad LGBT.
El reconocido escritor neozelandés Witi Ihimaera ha dejado una referencia significativa en la literatura LGBT en Nueva Zelanda, hacia fines del siglo XX y principios del siglo XXI. En 1995 se declara públicamente gay, con la novela semibiográfica Nights in the Gardens of Spain describiéndola como una muestra de lealtad hacia su audiencia gay.

#### Literatura lésbica

##### Publicaciones

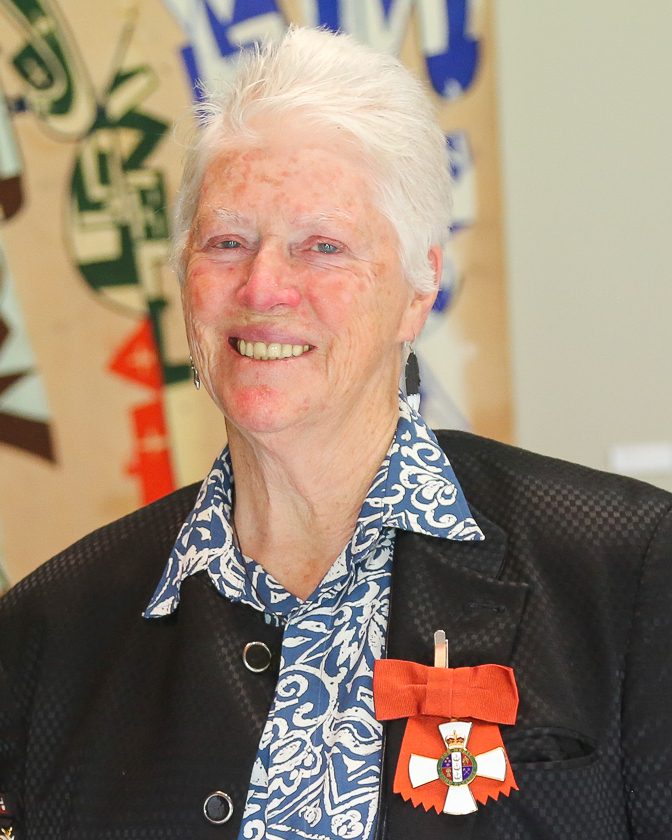
Miriam Saphira, autora del primer libro sobre lesbianismo en Nueva Zelanda

En diciembre de 1973, la agrupación SHE de Wellington, comienza a publicar la primera revista nacional lésbica, The Circle (rebautizada como "Lesbian-feminist Circle" en 1977).
En 1984, se publica el primer libro sobre lesbianismo en Nueva Zelanda, titulado Amazon Mothers y escrito por Miriam Saphira.

##### Novela
El desarrollo de la novela lésbica en Australia durante las últimas dos décadas del siglo XX, es un fenómeno que aún no ha encontrado igual en Nueva Zelanda, aunque Renée destaca como una prolífica escritora lesbiana neozelandesa con varias obras publicadas. Su estilo de escritura es variado y directo. Además de una serie de obras de teatro, ha producido tres libros de ficción: una colección de relatos titulada Finding Ruth (1987), y las novelas Willy Nilly (1990) y Daisy and Lily (1993).
En 1989, Frances Cherry, publica Dancing with Strings, una novela que marca un hito al ser considerada la primera novela lésbica neozelandesa.
Por otro lado, las dos novelas feministas de Beryl Fletcher (The Word Burners, 1991; The Iron Mouth, 1993) consideran de manera explícita temas e impulsos lésbicos como un aspecto importante dentro del contexto neozelandés de la textualidad femenina.
En 1998, Paula Boock, recibe el premio al libro infantil del año en los New Zealand Government Publishing Awards por su novela juvenil Dare, Truth or Promise, que aborda temáticas lésbicas. Sin embargo, este premio no estuvo exento de controversia, ya que el Christian Heritage Party expresó críticas en respuesta a la temática de la obra.

##### Cuento

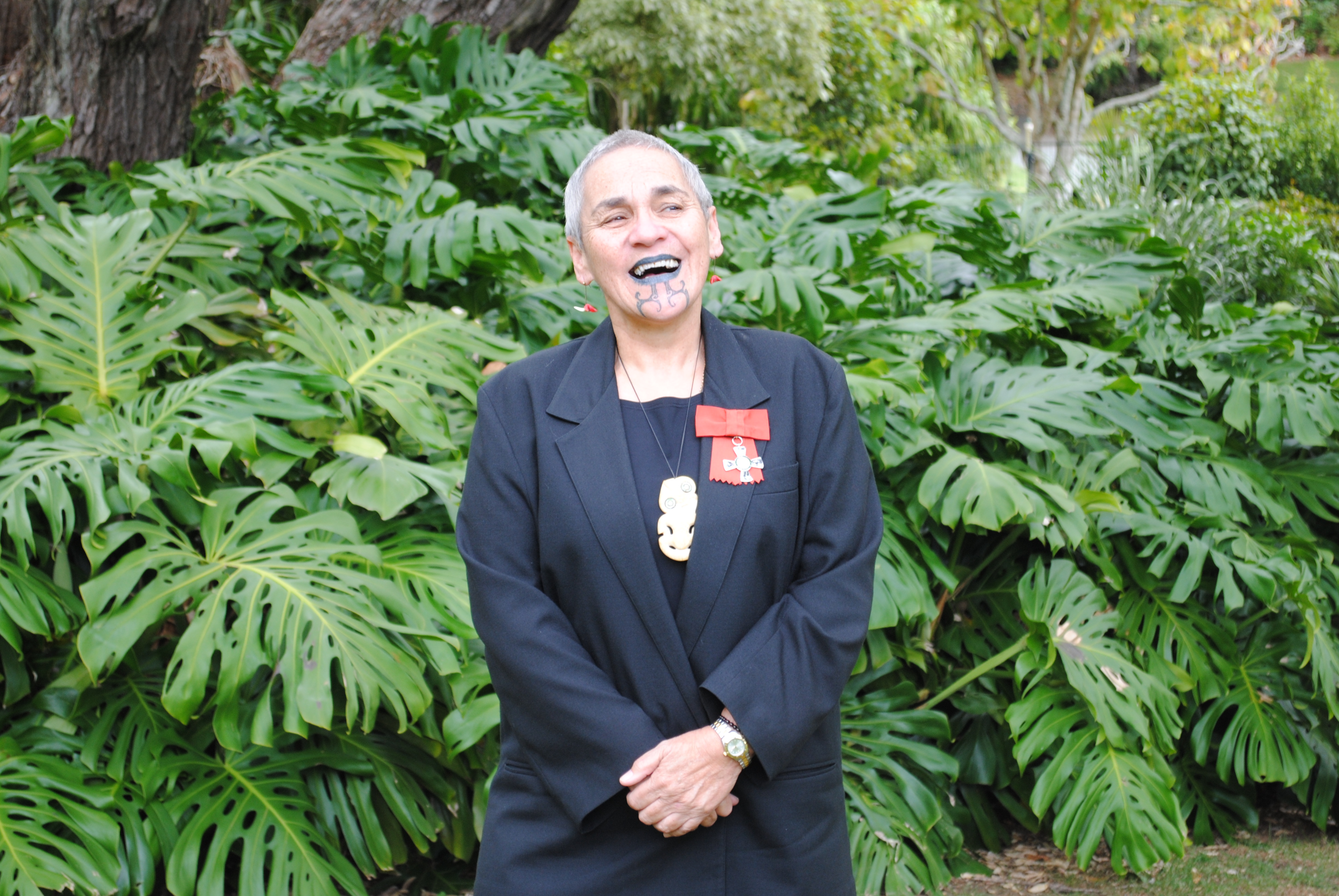
Ngahuia Te Awekotuku, académica y escritora maorí, representativa de la historia y la literatura lésbica de Nueva Zelanda

En Nueva Zelanda, existen escritoras feministas y lesbianas que utilizan el cuento como una forma de explorar diversas cuestiones. Aunque el cuento corto generalmente ha sido una forma realista, algunas escritoras lesbianas en Nueva Zelanda lo han encontrado propicio para la fantasía y la expresión de sueños vívidos y constructivos. Además, estas autoras han encontrado un nuevo enfoque en el lenguaje mismo, explorando su capacidad inherente para la deconstrucción y reformulación, desafiando así el lenguaje como una propiedad patriarcal. Esta escritura lésbica y feminista en Nueva Zelanda se caracteriza por estar dispuesta a transgredir límites, buscar experiencias inclusivas y formar alianzas creativas en su búsqueda por explorar temas relacionados con el género y la sexualidad.
Dos antologías de este período que incluyen trabajos de escritoras feministas y lesbianas de Nueva Zelanda son Subversive Acts: New Writing by New Zealand Women, que abarca tanto trabajos heterosexuales como lesbianos, enfatizando las continuidades dentro de la experiencia de las mujeres, y The Exploding frangipani: lesbian writing from Australia and New Zealand, una antología de escritura lésbica de Australia y Nueva Zelanda que pone énfasis en las conexiones presentes en la experiencia de las mujeres, sin importar si es de naturaleza heterosexual o lésbica. De Nueva Zelanda, Susan Sayer, Nancy Stone, Julie Glamuzina, Louise Simone y Sandy Hall son escritoras representativas de este género.
Además, estas antologías también presentan el trabajo de escritoras nativas de Nueva Zelanda, como Marewa P. Glover y Ngahuia Te Awekotuku, quienes aportan su perspectiva única.

## sigloXXI

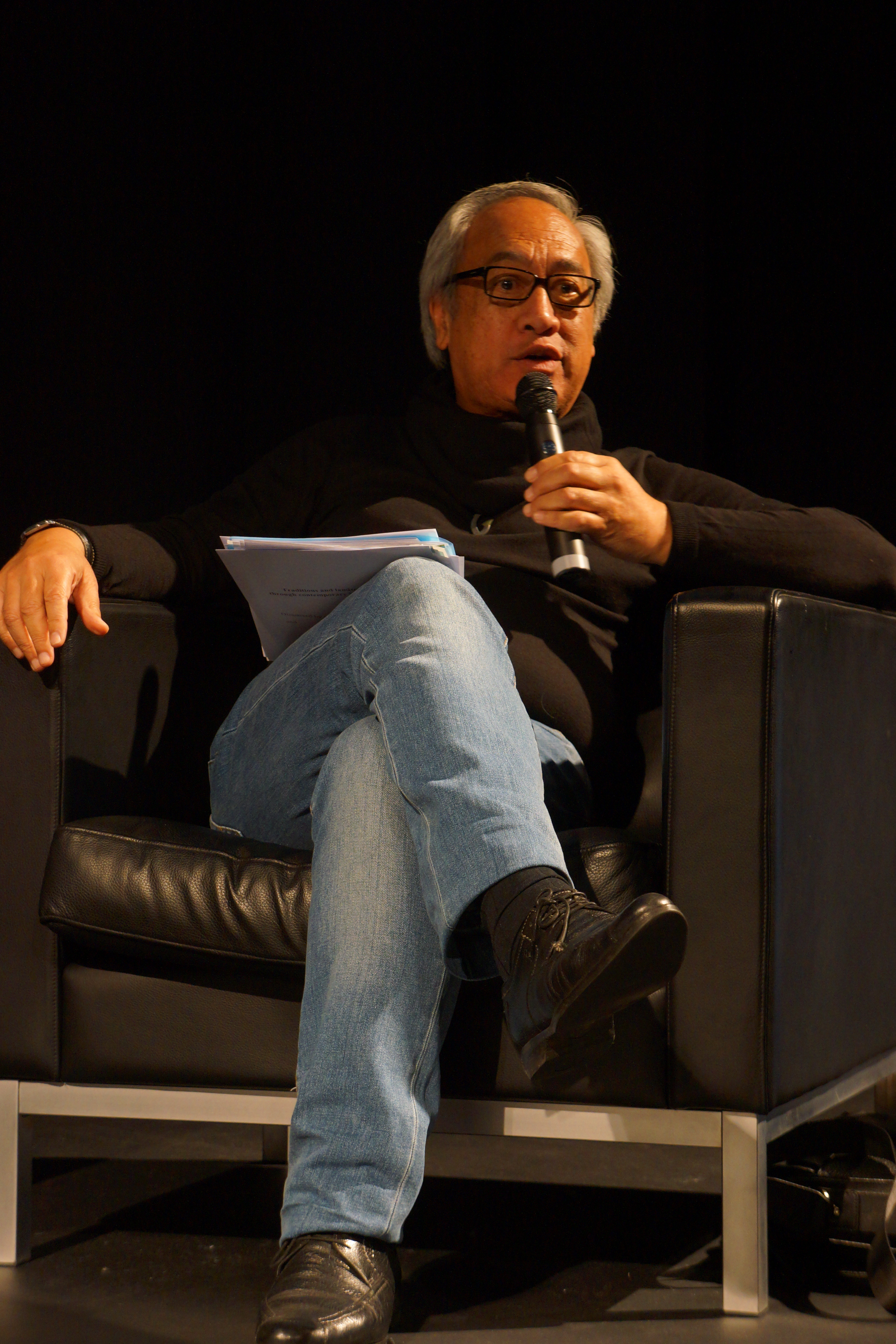
Witi Ihimaera en 2012

El 12 de febrero de 2016 en Auckland se realiza la apertura de la primera edición del festival literario LGBT "Samesame But Different".
The Uncle's Story del año 2000, es una novela de  Witi Ihimaera que aborda la hostilidad hacia las relaciones entre personas del mismo sexo en la sociedad maorí durante el siglo XX.